# Галина Серебрякова
Галина Йосифовна Бик-Бек Серебрякова е съветска писателка, авторка на произведения в жанровете биография, пътепис, исторически роман и мемоари. Издавана е в България и като Галина Серебрянкова.

## Биография
Родена е на 20 декември 1905 г. в Киев, Руската империя, в семейство на революционери. Баща ѝ Йосиф Бик-Бек е лекар, който по време на съветската власт става началник на политуправление на Вътрешните войски и е разстрелян през 1936 г. Майка ѝ Бронислава Красутска работи в ЧК и в партийните органи.
През 1919 г. става член на Руската комунистическа партия (болшевики). Постъпва в армията и отива на фронта, където остава в продължение на година. Там се запознава с Михаил Фрунзе. В периода 1920-1925 г. учи в Медицинския факултет на Московския университет, като едновременно се занимава с журналистика.
Красива и общителна, през 1923 г. се запозвана и скоро се омъжва за болшевишкия деятел Леонид Серебряков, с когото се развеждат година по-късно. През 1925 г. се омъжва за народния комисар по финансите Григорий Соколников. Под негово давление и с негова подкрепа започва да пише. След дипломирането си работи като журналистка в „Комсомолская правда“ и посещава като кореспондент Китай, Женева и Париж. Едновременно започва кариера на оперна певица, като през 1928 г. пее в големия радиоконцерт в Лондон на Болшой театър. В периода 1930-1932 г. заедно със съпруга си е в Англия. След публикуване на памфлета ѝ „Очная ставка: картины английской жизни“ ѝ е забранено да посещава Англия.
Първата ѝ книга „Зарисовки Китая“ е публикувана през 1927 г. Следващата ѝ книга „Жени от епохата на Френската революция“ е публикувана през 1929 г.
В периода 1932-1933 г. получава разрешение да събира материали за живота на Карл Маркс в Западна Европа. В резултат от проучванията ѝ през 1934-1935 г. е публикувана първата ѝ книга „Младостта на Маркс“.
През 1934 г. съпругът ѝ е арестуван с обвинения в измяна и заговор и е осъден на 10 години затвор, като „случайно“ е убит от съкилийниците му през 1939 г. След ареста му започват преследвания срещу Галина Серебрякова, през 1937 г. е арестувана и след престой в затвора е екстрадирана с майка ѝ и двугодишната ѝ дъщеря в Семипалатинск. Там отново е арестувана през 1939 г. и е осъдена на 8 години затвор.
През 1945 г. е освободена и отива да работи като фелдшер в Тараз. Там се омъжва отново. През 1949 г., бременна с второто си дете, отново е арестувана със съпруга си и е обвинена в контрареволюционна дейност. Осъдена е на 10 години заедно със съпруга си, който не преживява затвора.
През август 1955 г. е освободена от затвора и е заселена в Тараз. През 1956 г. е реабилитирана напълно, възстановена е като член на Комунистическата партия и започва отново да пише.
През 1960-те години пише трилогия за Карл Маркс, съдържаща обширен материал за историята на Западана Европа през ХІХ век.
През 1967 г. публикува на полски език в Париж мемоарната си книга за пребиваването си в съветските лагери. Книгата е издадена в СССР едва през 1989 г.
Галина Серебрякова умира в Москва на 30 юни 1980 г.

## Произведения
- Зарисовки Китая (1927)
- Женщины эпохи французской революции (1929)
Жени от епохата на Френската революция, изд. „ОФ“, София (1983), прев. Миряна Георгиева
- Рикша (1931)
- Пища для души (1933)
- Люди предместья Круа-Русс (1933)
- Очная ставка: картины английской жизни (1933)
- Юность Маркса (1934-1935)
Младостта на Маркс, изд.: Народна култура, София (1961), прев. Пелин Велков
- Одна из Вас (1959)
- Похищение огня (1961)
Открадването на огъня (2 части), изд.: Народна култура, София (1962-1964), прев. Пелин Велков
- Вершины жизни (1962)
Върховете на живота, изд.: Народна култура, София (1964), прев. Пелин Велков
- Карл Маркс (1962) – серия ЖЗЛ
- Прометей. Трилогия (Юность Маркса. Похищение огня. Вершины жизни) (1963)
- Странствия по минувшим годам (1963)
- Предшествие (1966) – за живота на Фридрих Енгелс
Предшествие, изд.: Народна култура, София (1968), прев. Пелин Велков
- Маркс и Энгельс (1966) – серия ЖЗЛ
- Smiercz (1967) – издаден и като „Смерч // «Дело №…»“ (1989)
- О других и о себе (1968; 2-е изд., дополненное – М., Советский писатель (1971)
- Из поколения в поколение (1973)